# Kanton Zicavo
Der Kanton Zicavo war bis 2015 ein französischer Wahlkreis im Arrondissement Ajaccio, im Département Corse-du-Sud und in der Region Korsika. Sein Hauptort war Zicavo.
Der Kanton war 248,82 km² groß und hatte 1142 Einwohner (Stand: 1999).

## Gemeinden
| Gemeinde          | Einwohner | Code postal | Code Insee |
| ----------------- | --------- | ----------- | ---------- |
| Ciamannacce       | 134       | 20134       | 2A089      |
| Corrano           | 71        | 20168       | 2A094      |
| Cozzano           | 242       | 20148       | 2A099      |
| Guitera-les-Bains | 97        | 20153       | 2A133      |
| Palneca           | 156       | 20134       | 2A200      |
| Sampolo           | 52        | 20134       | 2A268      |
| Tasso             | 97        | 20134       | 2A322      |
| Zévaco            | 56        | 20173       | 2A358      |
| Zicavo            | 237       | 20132       | 2A359      |